# Pečko
Pečko je priimek več znanih Slovencev:
- Drago Pečko (1946[1]–2024), TV novinar, urednik, domumentarist, scenarist osamosvojitvene proslave 1991
- Karel Pečko (1920–2006), slikar, likovni organizator in pedagog (SG)
- Ludovik Pečko (1804–1873), minorit, duhovnik, kronist (Ptuj)
- Milko Pečko, zdravnik psihiater (Mb)
- Otmar Pečko (1948–2024), TV novinar in urednik